# Kleinschreibung

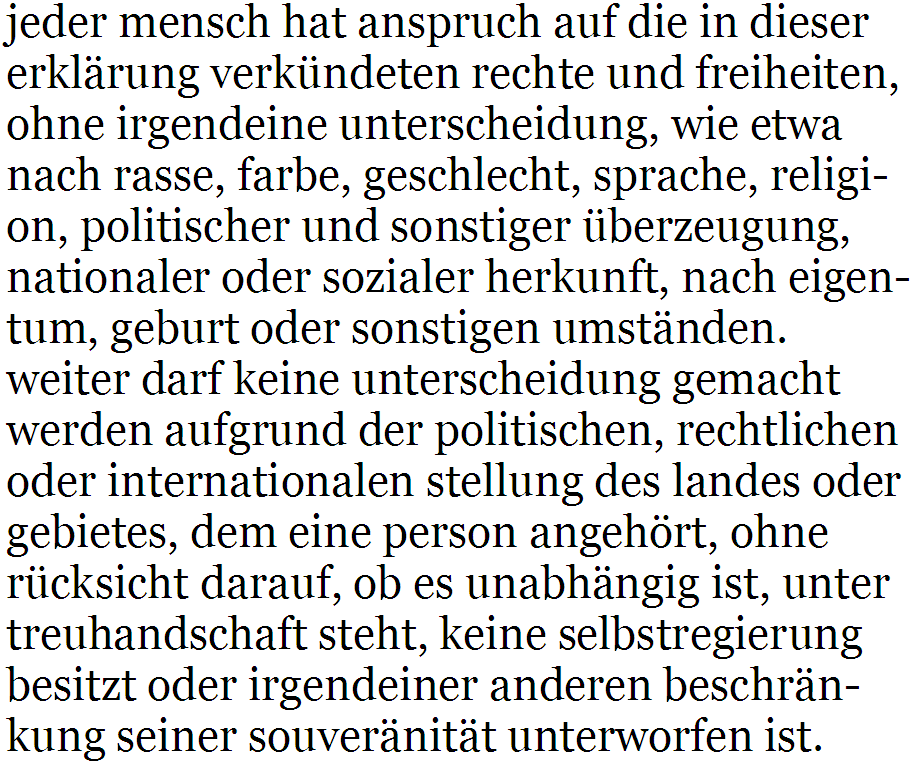
Beispiel konsequente Kleinschreibung

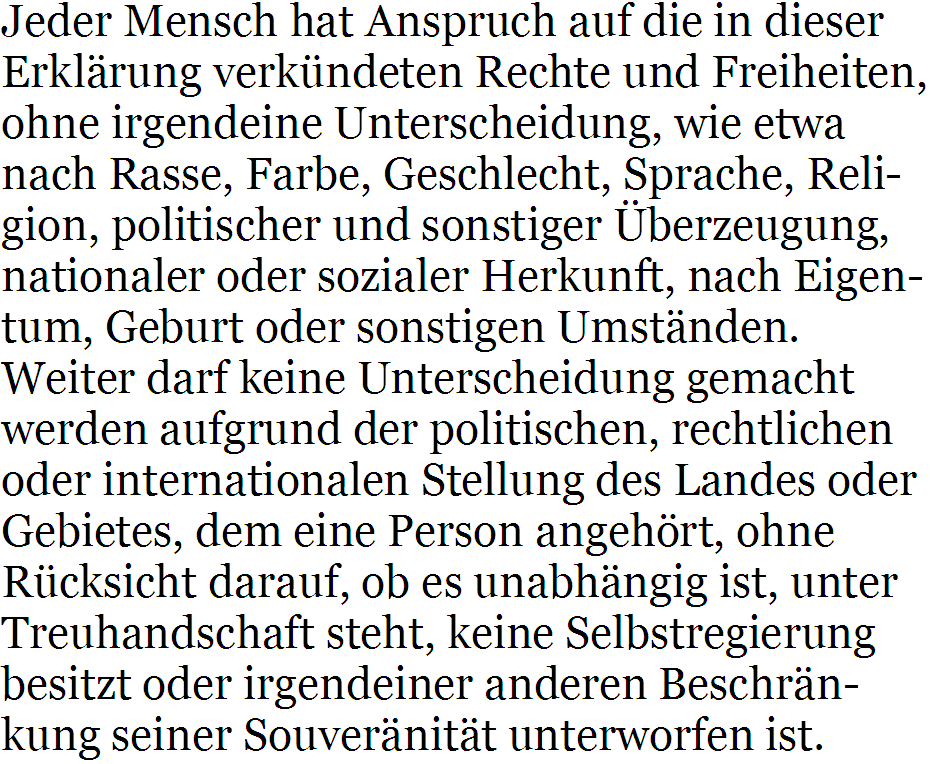
Beispiel übliche Großschreibung

Unter Kleinschreibung (Verb: kleinschreiben, vor der Rechtschreibreform von 1996: klein schreiben) versteht man die Verwendung von Kleinbuchstaben am Wortanfang.
Während „konsequente Kleinschreibung“ die Vermeidung aller Großbuchstaben bedeutet, lässt eine „gemäßigte Kleinschreibung“ (welche auch als „gemäßigte Großschreibung“ bezeichnet wird) bestimmte Fälle großgeschriebener Wörter zu, etwa am Satzanfang oder bei Eigennamen.

## Geschichte
Die heutigen Kleinbuchstaben entwickelten sich aus der karolingischen Minuskel als Verwaltungsschrift unter Karl dem Großen. Die überkommene lateinische Großschreibung (Majuskelschrift) wurde aus Gründen der Alltagstauglichkeit durch eine schneller ausführbare und besser lesbare Kleinschreibung ersetzt. Dabei wurden zunächst alle Majuskeln ohne Ausnahme in Minuskeln umgeschrieben; der Gebrauch von Großbuchstaben zur Hervorhebung bestimmter Wörter inmitten eines Minuskeltextes entwickelte sich erst sekundär.
Die regelbasierte Großschreibung der Substantive im Deutschen entstand im Barock. Durch deutsche Setzer und Drucker breiteten sich die Großschreibung und das grammatische Komma auch ins Dänische aus, das auch in Norwegen durch die Union (1521–1814) Schriftsprache war. Auch im Schwedischen und im Englischen war eine Hervorhebung aller oder der wichtigsten Substantive (oder anderer Wörter) im Satz durch Großschreibung bis ins 18. und 19. Jahrhundert hinein üblich. Sie findet sich beispielsweise im Urtext der Verfassung der Vereinigten Staaten von 1787 sowie im kanadischen Verfassungsgesetz von 1867.
Jacob Grimm äußerte sich bereits 1854 als Gegner der Großschreibung: „den gleichverwerflichen misbrauch groszer buchstaben für das substantivum, der unserer pedantischen unart gipfel heiszen kann, habe ich […] abgeschüttelt.“ Schon vorher hatte er in seiner Grammatik geschrieben:

„Es ist nicht zu spät, und leicht genug, einer so peinlichen und unnützen schreibweise zu entsagen, welche sich von uns lediglich Dänen und Litthauer haben aufbürden lassen, Schweden und Engländer bald nach den ersten versuchen, in richtigerem tact und gesunderem sprachgefühl, wieder ablegten. selbst in unsrer mitte ist sie nie völlig durchgedrungen: es gab noch im 17 und 18 jh. schriftsteller, die mit verschmähung der neuerung die althergebrachte einfachheit nicht verjähren ließen. […] wer große buchstaben für den anlaut der substantive [schreibt], schreibt pedantisch.“

Der Gebrauch der Kleinschreibung durch einige Autoren des 19. Jahrhunderts ging stets mit der Verwendung der Antiqua-Schrift als Zeichen der Modernität einher. Der deutsche Dichter Stefan George schrieb stets in gemäßigter Kleinschreibung und ließ seine Gedichte in einer eigenen Schriftart drucken.
Im Jahr 1925 machte sich das Bauhaus die Kleinschreibung zum Programm: „wir schreiben alles klein, denn wir sparen damit zeit. außerdem: warum 2 alfabete, wenn eins dasselbe erreicht? warum großschreiben, wenn man nicht groß sprechen kann?“ Dadurch angeregt, verfolgte die dj.1.11 das Prinzip der Kleinschreibung, was auch andere Gruppen in der Jugendbewegung beeinflusste.
Im Jahr 1934 verwendete die Stadtverwaltung von Biel, Kanton Bern, für ein halbes Jahr die Kleinschreibung.
Im Norwegischen wurde die gemäßigte Kleinschreibung 1869 wieder eingeführt. Dänemark folgte 1948. Seither schreibt man innerhalb des lateinischen Schriftsystems nur noch im Deutschen (einschließlich des Niederdeutschen), Luxemburgischen und einigen (nicht allen) nordfriesischen Schriftdialekten Substantive groß. Ausnahmen für die Kleinschreibung im deutschen Sprachraum finden sich in der Literatur der deutsch-dänischen Mischsprache Petuh.
Auch die Wiener Gruppe um H. C. Artmann, aber auch Elfriede Jelinek, setzten sich in ihrer dadaistischen Tradition für die Gleichwertigkeit aller Wortarten ein und sahen in der Großschreibung der Substantive deren unnötige Bevorteilung. Jelinek verwarf die konsequente Kleinschreibung später aber wieder.
Der deutsche Grafiker und Typograf Otl Aicher setzte aus praktischen Gründen in seinen Entwürfen und Publikationen bevorzugt Kleinbuchstaben ein. Heinrich Böll bemerkte 1973, dass eine Sprache weder an Informationswert noch an Poesie verliere, wenn sie von der Groß- zur Kleinschreibung übergeht. Diverse linke Gruppen verwendeten in ihren Dokumenten die (meist konsequente) Kleinschreibung.
Die Kommission der deutschen Rechtschreibreform von 1996 befürwortete die Einführung der gemäßigten Kleinschreibung, scheiterte jedoch an politischem Widerstand, sodass in der Folge einige Mitglieder die Kommission verließen.
die tageszeitung, die bereits seit 1982 ihren Titel kleinschreibt, veröffentlichte am 12. August 2004 eine Ausgabe in einer gemäßigten Kleinschreibung als Reaktion auf die Ankündigung einiger deutscher Verlage, zur alten Rechtschreibung zurückkehren zu wollen.
Fernschreibmaschinen nutzten in Europa wegen der besseren Lesbarkeit meist Kleinschreibung, in den Vereinigten Staaten dagegen Großbuchstaben. Dies war erforderlich, da der im Telex-Netz verwendete Baudot-Code keine Unterscheidung zwischen Groß- und Kleinschreibung erlaubt.

## Diskussion

### Thesen

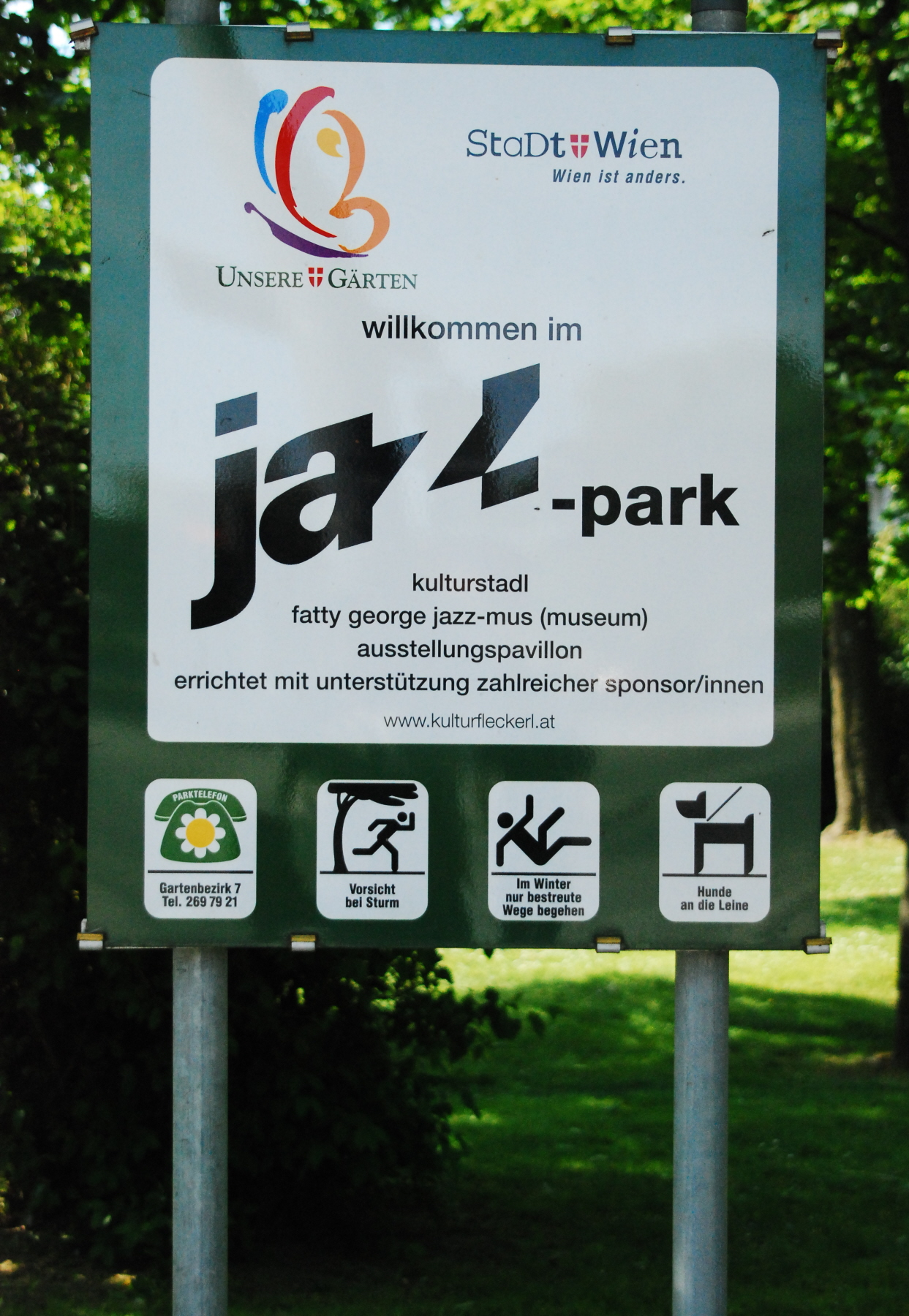
Verschiedene Schreibweisen auf einem Hinweisschild in Wien (2011):
• eigenwillig im Logo oben: StaDt Wien
• im Logo Unsere Gärten Großschreibung mit Kapitälchen
• im mittleren Bereich Kleinschreibung
• unten bei den Piktogrammen die übliche Großschreibung
• im linken Piktogramm PARKTELEFON in Großbuchstaben

Gegen die Kleinschreibung wird mitunter eingewendet, dass sie den Lesefluss störe. Die markanten Großbuchstaben seien dem Auge bei der Orientierung im Text behilflich. Auch erleichtere die Großschreibung der Substantive das Querlesen, da diese für das Verständnis des Textes besonders bedeutsam seien und durch die Hervorhebung schneller erfasst würden.
Ein Argument für eine gemäßigte Kleinschreibung sei hingegen der Wegfall der meisten Regeln für Klein- und Großschreibung. Fehler, wie sie zum Beispiel bei substantivierten Verben und Adjektiven häufig aufträten, ließen sich dadurch vermeiden. Sie bedürfe aber weiter zweier Alphabete. Die gemäßigte Kleinschreibung hebt Eigennamen im Schriftbild deutlicher hervor.
Da der Anfang von Sätzen ohnehin durch die Interpunktion gekennzeichnet wird, könnte man gemäß der konsequenten Kleinschreibung auch den Satzanfang kleinschreiben. Allerdings wären dann die Satzgrenzen weniger deutlich und schnell ersichtlich.

### Studien
Bisherige Studien zum Thema kommen zu unterschiedlichen Ergebnissen.
In zwei häufig zitierten Studien aus dem Jahr 1989 (Bock, Hagenschneider & Schweer sowie Gfroerer, Günther & Bock) wurden die Lesegeschwindigkeit und das Textverständnis bei unterschiedlicher Schreibung der Anfangsbuchstaben untersucht. Die Studien unterschieden sich zwar in der Zielsetzung, überlappten sich jedoch in einigen Untersuchungen bzgl. des Vergleichs der Lesbarkeit von niederländischen Texten durch niederländische Muttersprachler. Im Niederländischen wird wie im Englischen die gemäßigte Kleinschreibung verwendet.
Im Rahmen der sich überlappenden Untersuchungen wurde die den Probanden vertraute gemäßigte Kleinschreibung verglichen mit der Anwendung verschiedener anderer Schreibungen (darunter die deutsche Groß-Klein-Schreibung) auf niederländische Texte. Dabei unterschieden sich die Studien sowohl in der Messmethodik als auch in der Auswahl der Probanden, nicht jedoch in den Texten. Bei Bock et al. bestanden die Probanden aus 100 niederländischmuttersprachigen Studenten, die Deutsch als Fremdsprache beherrschten, bei Gfroerer et al. aus 22 niederländischmuttersprachige Studenten, die ebenfalls Deutsch als Fremdsprache beherrschten.
Obwohl manchmal beiden Studien dasselbe Ergebnis zugeschrieben wurde, kamen sie tatsächlich zu sich widersprechenden Ergebnissen. Während bei Bock et al. die Niederländer niederländische Texte in der gewohnten Kleinschreibung besser lesen konnten als bei Anwendung der deutschen Regeln, war dies bei Gfroerer et al. umgekehrt: Die Probanden dort konnten Texte in ihrer Muttersprache mit den fremden satzinternen Großbuchstaben schneller lesen als solche mit der ihnen vertrauten gemäßigten Kleinschreibung.
Beide im selben Buch veröffentlichten Studien vermuteten jeweils Fehler in der anderen Studie. Gfroerer et al. vermuteten, dass ihre Messmethode mittels Eye-Tracking genauer sei. Bock et al. widersprachen dieser These und vermuteten ihrerseits, dass die Messmethode von Gfroerer et al. die Ergebnisse beeinflusst habe, da die Probanden in ihrem Leseverhalten eingeschränkt wurden. Für das damals aufwendige Eye-Tracking wurden die Studenten für die Dauer des Experiments mit Gurten auf einem Zahnarztstuhl fixiert. Von den 22 Probanden konnten nur die Daten von 15 ausgewertet werden.
Eine Gemeinsamkeit diverser Studien ist, dass Deutschleser, die das Lesen mit der Substantivgroßschreibung deutscher Texte gelernt und automatisiert haben, bei Texten mit der ihnen unvertrauten Kleinschreibung im Schnitt geringfügig langsamer lesen.

### Kleinschreibung als politisches Mittel
Die Kleinschreibung von Wörtern, die eigentlich einer Großschreibung bedürfen, wird mitunter als Protestform zur bewussten Abwertung des Wortes verwendet. So wurde 2023 in der Ukraine von der Nationalen Kommission für die Standards der Amtssprache entschieden, dass Bezeichnungen wie „Russland“ und Namen russischer Politiker in nicht offiziellen Texten mit kleinem Anfangsbuchstaben geschrieben werden können, als eine Form der Abwertung und Reaktion auf den Russischen Überfall auf die Ukraine seit 2022. Diese Praxis wurde zuvor bereits von vielen ukrainischen Politikern und Medien angewandt und diente als Ausdruck der Verachtung, führte jedoch in einigen Kontexten zu Verwirrungen. Trotz der Entscheidung bleibt die Großschreibung in offiziellen Dokumenten weiterhin bestehen.

## In anderen Sprachen
Die „gemäßigte Kleinschreibung“ wird nicht in allen Sprachen gleich gehandhabt. So werden im Englischen u. a. Völkernamen, Sprachen, Wochentage und Feiertage großgeschrieben, im Französischen und Spanischen hiervon nur die Völkernamen und Feiertage, im Italienischen lediglich die Feiertage, im Niederländischen nur die Völkernamen und Sprachen und in den skandinavischen Sprachen wird in allen vier Kategorien kleingeschrieben. Nur im Englischen werden, wie im Deutschen, auch die Monatsnamen großgeschrieben. Auch die Schreibung von Institutionen und Titeln ist unterschiedlich; so heißt es im Englischen Queen Elizabeth, im Französischen aber la reine Élisabeth, und im Dänischen hat man nach Jahrzehnten ausschließlicher Kleinschreibung in jüngerer Zeit in solchen Fällen die Großschreibung wieder zugelassen (heute dronningen und Dronningen „die Königin“). Auch für die Schreibung der aus mehreren Wörtern bestehenden Propria („(ein bestimmter) Staat“ und „(eine bestimmte) Kirche“) gelten keine einheitlichen Regeln, man vergleiche etwa dänisch Amerikas Forenede Stater „Vereinigte Staaten von Amerika“ und Den danske Folkekirke „die dänische Volkskirche“ gegenüber schwedisch Amerikas förenta stater „Vereinigte Staaten von Amerika“ und Svenska kyrkan „die schwedische Kirche“.